# Celebraciones del 2600 aniversario del Imperio de Japón

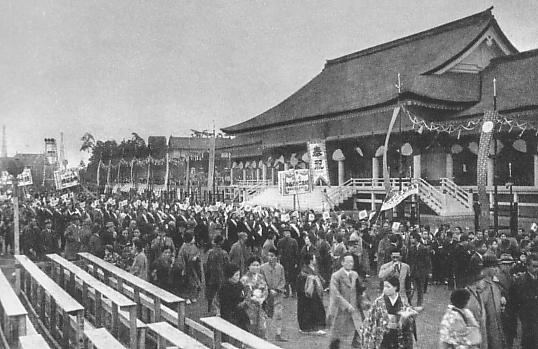
Ceremonia del 2600 aniversario del Imperio de Japón en los jardines del Palacio Imperial (1940).

Las celebraciones del 2600 aniversario del Imperio de Japón (紀元二千六百年記念行事 Kigen Nisenroppyaku-nen Kinengyōji?) fueron una serie de eventos realizados en el Imperio de Japón en 1940, conmemorando la fundación de éste por el legendario Emperador Jinmu en 660 a. C., hace 2600 años atrás.

## Sinopsis
A inicios de la era Meiji se reforzó el papel del Emperador de Japón como figura política del país y adquirió un carácter de divinidad. Se estableció que la fundación de Japón, mencionado de primera mano en los libros Nihonshoki y Kojiki, eran hechos verídicos e históricos. En dichos relatos, se menciona que el primer emperador de Japón, el Emperador Jinmu, descendiente de la diosa del sol Amaterasu, había fundado formalmente dicha nación. Mediante un análisis de dichos libros y realizando cálculos haciendo la conversión del calendario japonés al calendario gregoriano, se identificó el año de la fundación como el 660 a. C.
Dado que 1940 sería considerado el año 2600 a partir de dicha fundación, el gobierno japonés designó en 1935 el Comité de Preparación de la Celebración del 2600 Aniversario (紀元二千六百年祝典準備委員会 Kigen Nisenroppyaku-nen Shukuten Junbiinkai?). Se propuso hacer servicios tanto en el Santuario Kashihara en Kashihara, sitio de adoración principal del Emperador Jinmu y sitio del trono del emperador según la tradición; al igual que en los demás mausoleos imperiales. 
Se usó como lema "Japón, tierra de dioses" (神国日本 Shinkoku Nihon?), un concepto basado en el kokutai. Eventualmente se hicieron servicios en diversos santuarios sintoístas del país e inclusive algunos fueron construidos en los territorios de ultramar tales como el Santuario Nan'yō (Palaos) y el Kenkoku Shinbyō (Manchukuo). Asistieron masivamente durante las celebraciones 1.210.000 personas.
La Fundación Nacional era día festivo en Japón desde 1873, y los eruditos japoneses usaron el Nihonshoki (日本書紀?) para calcular la fecha exacta: 11 de febrero de 660 a. C. Sin embargo por motivos desconocidos la ceremonia del 2600 aniversario (紀元二千六百年式典 Kigen Nisenroppyaku-nen Shikiten?) llevada a cabo en 1940 se celebró el 11 de noviembre.

La celebración fue en el jardín exterior del Palacio Imperial , patrocinado por el Gabinete de Japón y consistió en una exhibición majestuosa al aire libre. Durante la ceremonia también se ejecutó la pieza musical de la ceremonia del año imperial 2600 (皇紀2600年奉祝曲 Kōki Nissenroppyaku-nen Hōshukukyoku?). Hasta el día 14 de noviembre se incentivó al pueblo japonés a participar de manera animada en diversas actividades relacionadas de suma importancia. 
Estas celebraciones terminaron de manera oficial el día 15 de noviembre, usando el lema "El festival terminó, ¡vamos a trabajar!" (祝ひ終った。さあ働かう! Iwai owatta. Saa, hatarakō!?), haciendo hincapié al estado de guerra que estaba viviendo Japón con la Guerra del Pacífico, en donde los ciudadanos japoneses tenían una vida diaria muy estricta.

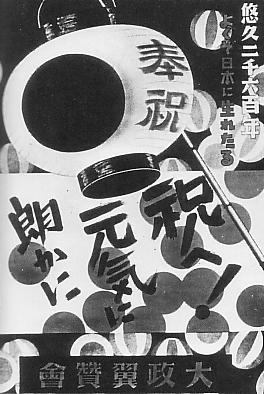
Afiche de las celebraciones hasta el 14 de noviembre. Su lema es "¡Vamos a celebrar! Con ánimos, con brillo" (祝へ!元気に、朗かに Iwai e! Genki ni, Hogaraka ni?).
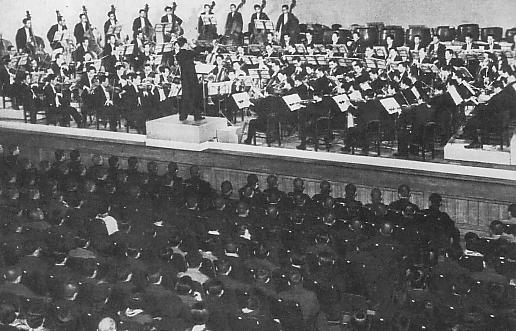
Concierto realizado durante la ceremonia del 2600 aniversario.
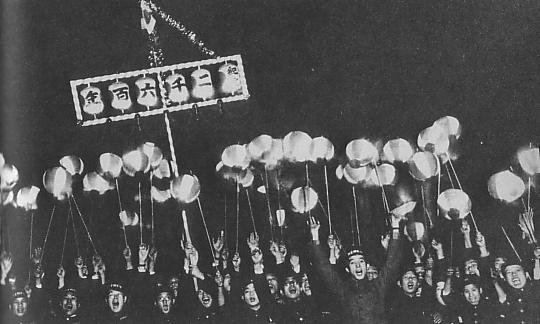
Procesión de linternas durante las celebraciones.
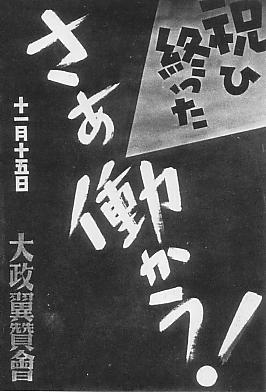
Afiche presentado desde el 15 de noviembre. Su lema es "El festival terminó, ¡vamos a trabajar!" (祝ひ終った。さあ働かう! Iwai owatta. Saa, hatarakō!?).

## Ceremonia del 2600 aniversario

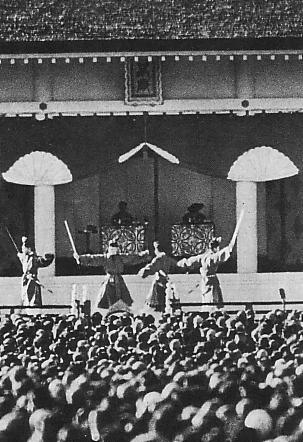
Ejecución de gagaku durante la ceremonia del 2600 aniversario.

Esta ceremonia realizada en los jardines exteriores del Palacio Imperial en Tokio fue realizada en una edificación del tipo shidenzukuri, similar a los palacios y mansiones aristocráticos de la era Heian. El cronograma de este evento fue el siguiente:
- Discurso de apertura por el primer ministro Fumimaro Konoe;
- Canto del Kimi ga Yo;
- Jōsō|Reporte al emperador (palabras de felicitación) por el primer ministro;
- Presentación y lectura del rescripto imperial del 2600 aniversario;
- Canto al unísono del Himno del 2600 aniversario por la banda militar y por la Escuela de Música de Tokio;
- Grito de "banzai" tres veces;
- Discurso de cierre por el primer ministro.

## Otras conmemoraciones y proyectos

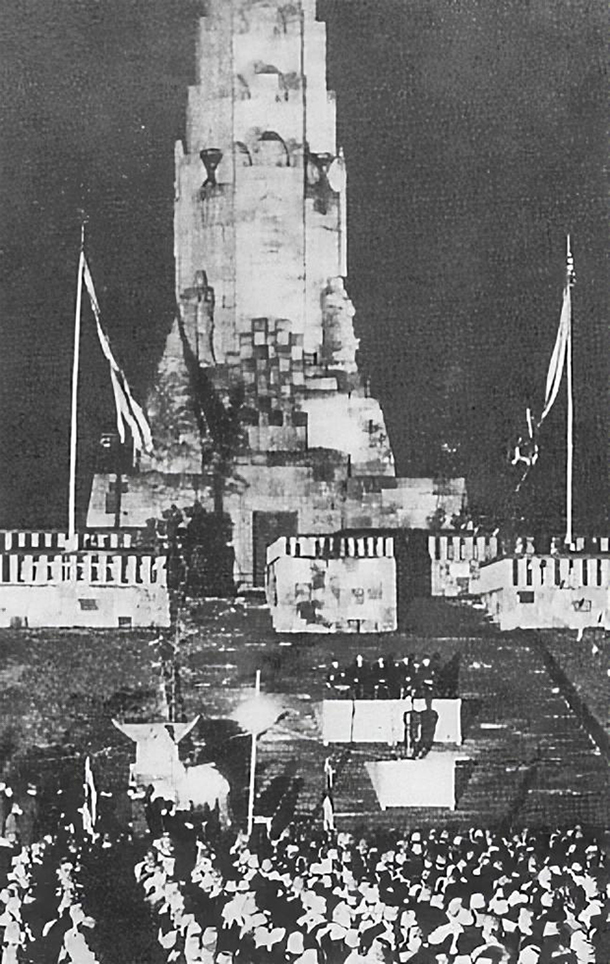
Ceremonia de inauguración de la torre Hakkō Ichiu.

- Revisión naval especial del 2600 aniversario (11 de octubre);
- Gran reunión nacional de adherentes cristianos a la ceremonia del 2600 aniversario (17 de octubre en Kinensai por la Iglesia Unida de Cristo de Japón);
- Parada militar de la ceremonia del 2600 aniversario (21 de octubre);
- Servicio de expansión de los terrenos del Santuario Kashihara;
- Servicio de expansión de los terrenos del Santuario Miyazaki (fundación de la torre de Hakkō Ichiu);
- Servicio en los jardines exteriores del Santuario Miyazaki.

## Proyecto de los Juegos Olímpicos y de la Exposición Universal
Como forma de engrandecimiento a los valores del país, se tuvo la oportunidad de demostrar la capacidad del pueblo japonés frente a las otras naciones en eventos internacionales que se desarrollarían en ese año. El gobierno japonés planeó de manera decidida la organización de los Juegos Olímpicos y de la Exposición Universal en su país en 1940. Los eventos que se programaron fueron los XII Juegos Olímpicos de Tokio, los V Juegos Olímpicos de Invierno de Sapporo y la Exposición Universal del 2600 Aniversario de Japón.
Sin embargo, con el inicio de la Guerra del Pacífico todas estas actividades quedaron suspendidas y no pasaron de ser planes.